# Seille (dopływ Mozeli)

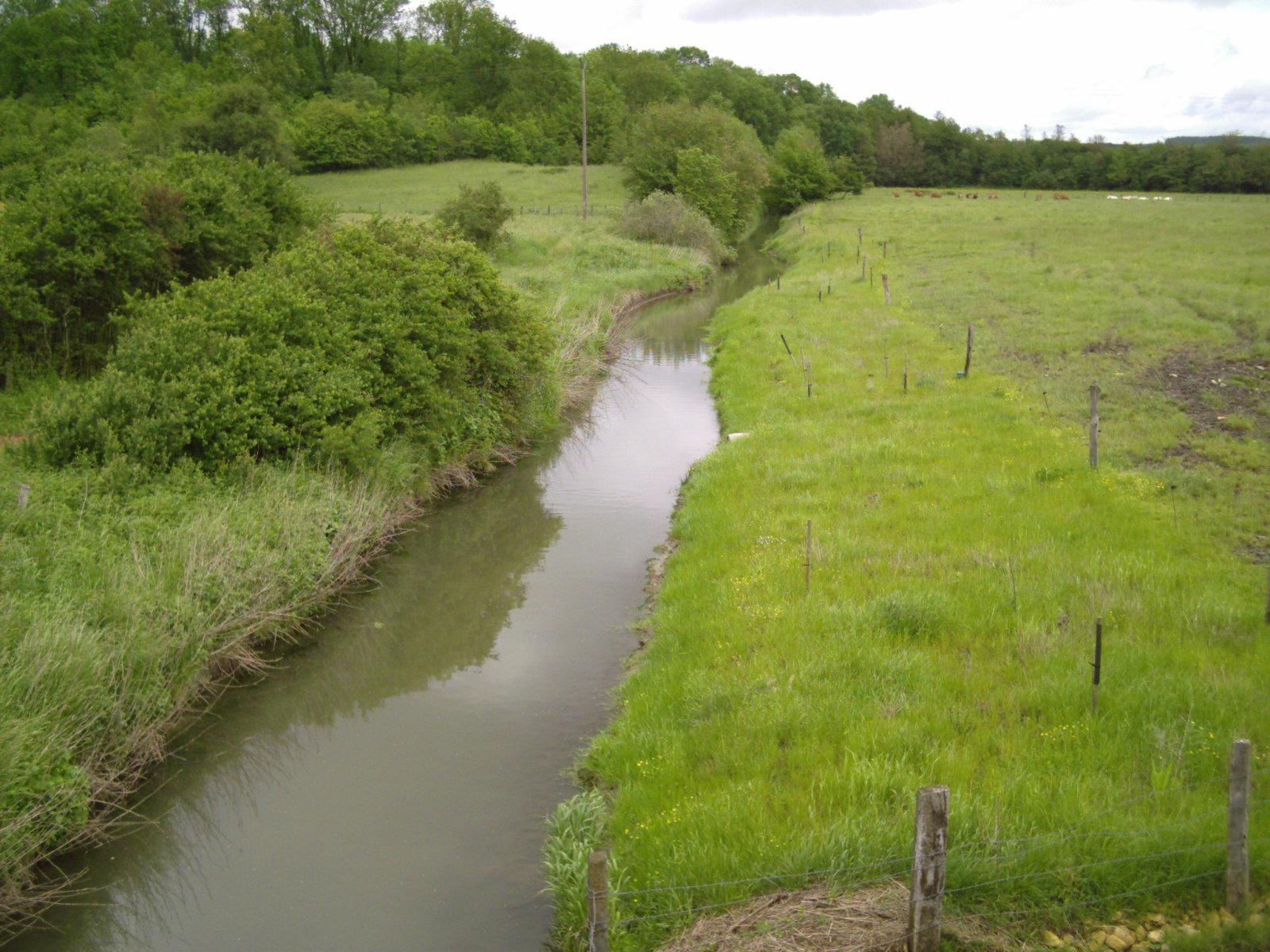
"Stara" Seille w okolicach Marsal

Seille (niem. 1916-18 Selle) – rzeka we francuskim regionie Lotaryngia, prawy dopływ Mozeli. Nazywana bywa również Seille lorraine lub Grande Seille („Wielka Seille”), dla odróżnienia od innej rzeki o tej samej nazwie, niewielkiego dopływu Saony.
Źródło znajduje się pod Azoudange, w departamencie Mozeli. Opuściwszy jezioro Lindre rzeka obiega miasteczko Dieuze, przecina Vic-sur-Seille i Nomeny, by ostatecznie ujść do Mozeli w mieście Metz. Jej długość wynosi 138 km, a zlewnia obejmuje obszar 1348 km². Na większości swej długości płynie przez departament Mozeli, z wyjątkiem odcinka pomiędzy Aulnois-sur-Seille i Cheminot, kiedy to przepływa przez Meurthe i Mozela. Seille stanowi granicę pomiędzy departamentami Mozeli i Meurthe-et-Moselle na odcinku od Chambrey do Aulnois-sur-Seille.

## Górny bieg rzeki
Seille ma swe źródła w regionie naturalnym (fr. région naturelle) Pond, następnie przecina region Saulnois w południowej części departamentu Mozeli. Ten odcinek rzeki stanowi część „Regionalnego Parku Naturalnego Lotaryngii” (fr. Parc naturel régional de Lorraine). Teraz z kolei płynie szeroką doliną, której podłoże stanowią głównie margiel i glina. Od czasów średniowiecza na Seille przeprowadzono wiele prac regulacyjno-irygacyjnych prostując jej nurt (by uczynić spławną), pogłębiając (by osuszyć okoliczne bagna i zmniejszyć zagrożenie powodziowe). 
Skanalizowana, pozbawiona drzew wzdłuż brzegów, „Stara Seille” nie jest ozdobą otaczającego ją krajobrazu, a ponadto erozja brzegów stwarza problemy w dzisiejszych czasach. Niezależnie od tego dolina jest interesująca z biologicznego punktu widzenia: występujące tu słone źródła powodują pojawianie się roślin typowych dla wybrzeża morskiego, takich jak soliród, aster solny, czy muchotrzew.
W pierwszych latach XXI wieku przystąpiono do pewnych prac nad rzeką: brzegi zostały zalesione, a nadto zainstalowano system dotleniania wody.
Seille posiada kilka dopływów, z których najważniejszymi są:
- Spin i Verbach, w Dieuze (prawe)
- Ruisseau de Videlange w pobliżu Mulcey (prawy)
- Nard w Marsal (lewy)
- Petite Seille w Salonnes (prawy)
- Loutre Noire w Moncel-sur-Seille (lewy)

## Dolny bieg
W dolnym biegu Seille nie jest już tak prosta, a wzdłyż jej krętego koryta przebiega granica departamentu Mozeli.
Na tym odcinku rzeka ma kilka zaledwie dopływów:
- Osson w Ajoncourt (lewy)
- Ruisseau Saint-Jean w Létricourt (prawy)
- Ruisseau Saint-Pierre (lewy)

Na koniec, w granicach miasta Metz, mija XIII-wieczny zamek Porte des Allemands i uchodzi, jako prawy dopływ, do Mozeli.

## Fauna
Seille została sklasyfikowana jako „rzeka II kategorii” w związku ze znaczną liczbą występujących tu gatunków ryb. Nad rzeką mieszkają równie inne zwierzęta, jak wydry czy żurawie.
Seille, ze względu na wolny, spokojny nurt, nie ustrzegła się przed eutrofizacją.

## Toponimia
Szereg miast i wsi włączyło nazwę rzeki do ich własnych nazw. Oto kilka przykładów: Aboncourt-sur-Seille, Aulnois-sur-Seille, Bey-sur-Seille, Brin-sur-Seille, Coin-sur-Seille, Haraucourt-sur-Seille, Mailly-sur-Seille, Malaucourt-sur-Seille, Moncel-sur-Seille, Morville-sur-Seille, Port-sur-Seille i Vic-sur-Seille.
Przyrostek sur-Seille oznacza w języku francuskim „nad Seille”, podobnie jak w języku polskim (na przykład Nakło nad Notecią).